# كانيكو
كانيكو (بالبرتغالية: Caniço‏)، هي أبرشية تقع في بلدية سانتا كروز في جزر ماديرا في البرتغال. رُفعت إلى مُستوى المدن في عام 2005. يبلغ عدد سكانها 23368 نسمة حسب إحصائيات عام 2011، تبلغ مساحتها 11.99 كيلومتر مربع. وهي تقع على بعد 6 كم من شرق فونشال.

## أعلام
- جوزيف كوستا